# بيير روسو (صحفي)
بيير روسو (بالفرنسية: Pierre Rousseau)‏ هو صحفي وعالم فلك فرنسي، ولد في 11 فبراير 1905 في Montbazon ‏ في فرنسا، وتوفي في 1983 في Limeil-Brévannes ‏ في فرنسا.